# Asingan
Asingan est une municipalité de la province de Pangasinan, aux Philippines.